# Ruinen von Coctaca
Die Ruinen von Coctaca sind eine präkolumbianische Fundstätte in Nordwest-Argentinien. Sie befinden sich etwa zehn Kilometer nordöstlich der Stadt Humahuaca. Mit einer Fläche von 40 Hektar sind sie die größte archäologische Fundstätte Nordargentiniens.
Bei den Ruinen handelt es sich größtenteils um Terrassen, die für landwirtschaftliche Zwecke eingesetzt wurden. Einige Wohnstätten befinden sich ebenfalls auf dem Gelände. Bis 1593 wurde dieser Ort von den ortsansässigen Kollas, die Omaguacas oder Humahuacas genannt werden, bewirtschaftet. Die Anlage verfügte über ein ausgeklügeltes Bewässerungssystem und warf über den Eigenbedarf hinausgehende Erträge ab.